# HMNZS Rotoiti
HMNZS Rotoiti (P3569) — одно из четырёх прибрежных патрульных судов класса "Протектор" Королевских ВМС Новой Зеландии. На 2013 год находится в строю.
Введён в состав флота Новой Зеландии 17 апреля 2009 года.
HMNZS Rotoiti — первое прибрежное судно из серии кораблей "Протектор", которое было введено в состав КВМС Новой Зеландии.